# Suuri-Onkamo
Der Suuri-Onkamo [ˈsuːri ˈɔŋkɑmɔ] („Groß-Onkamo“) ist ein See im Osten Finnlands. Er liegt an der Grenze der Gemeinden Rääkkylä und Tohmajärvi in der Landschaft Nordkarelien.
Der Suuri-Onkamo hat eine Fläche von 32,11 Quadratkilometern und liegt auf einer Höhe von 77 Metern über dem Meeresspiegel. Östlich des Sees liegt das Dorf Onkamo. Im Norden ist der Suuri-Onkamo durch einen schmalen Sund mit dem See Pieni-Onkamo („Klein-Onkamo“) verbunden. Im Osten trennt ihn eine Landenge vom See Särkijärvi.